# 흰주둥이땅도마뱀붙이

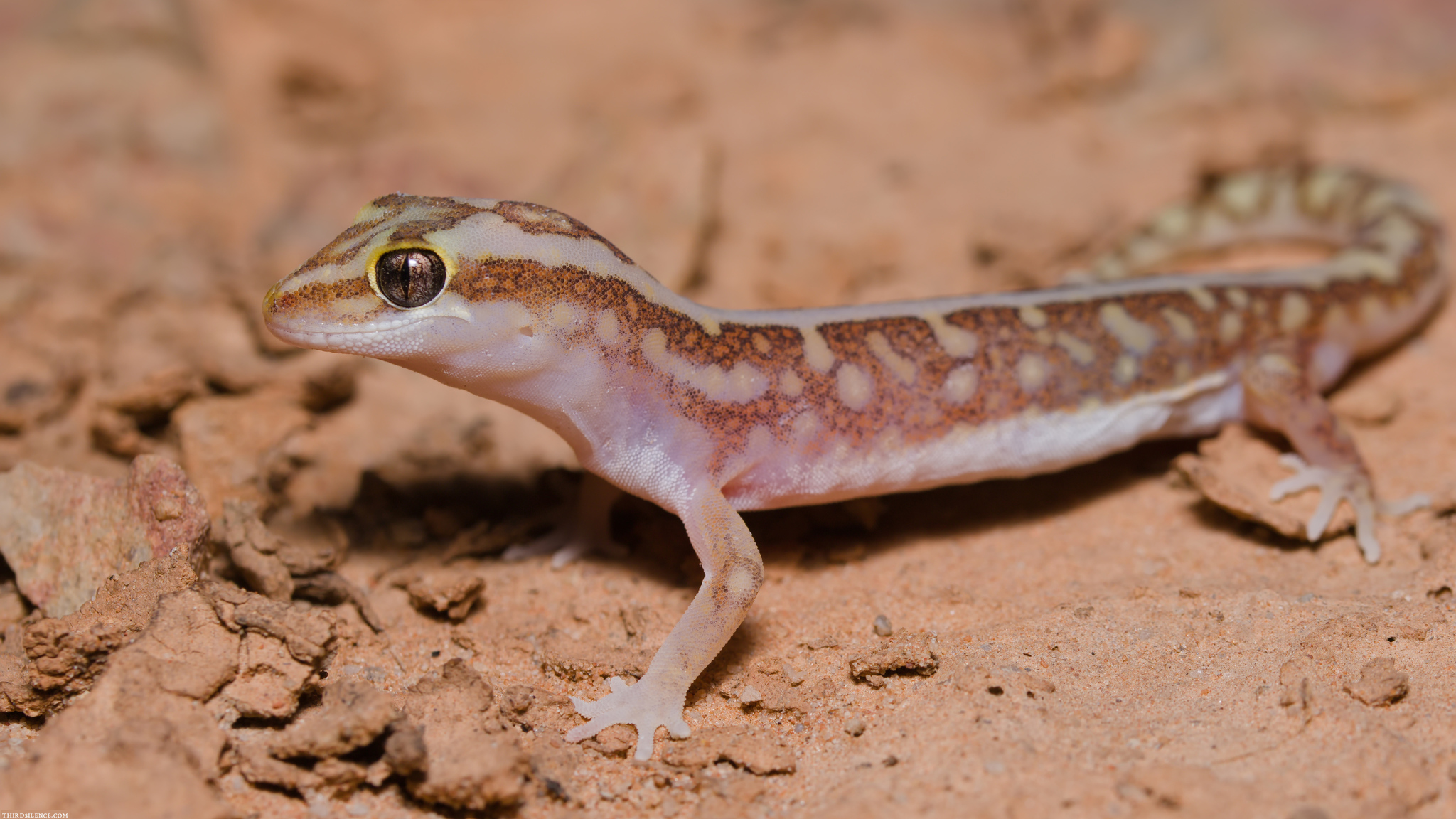

흰주둥이땅도마뱀붙이(Lucasium stenodactylum), 일명 크라운 게코(crowned gecko), 페일스나우트 그라운드 게코(pale-snouted ground gecko)는 호주의 도마뱀붙이류의 일종이다. 야행성이며 곤충을 잡아먹는다.

## 형태
흰주둥이땅은 적갈색에서 갈색 사이의 색깔을 띈다. 체장은 대부분 90 mm (3.5 in) 정도다. 무늬도 다양하지만, 대개 척추를 따라 크림색이나 흰색 줄무늬가 나있다. 줄무늬는 각각의 눈에서 시작해서 등에서 합쳐져 척추를 따라 이어진다. 어떤 개체의 경우 척추의 줄무늬는 흐릿하거나 없을 수 있다. 사지와 옆구리에 크고 작은 연한 점무늬가 나있다. 밑부분은 흰색을 띤다. 꼬리는 가늘고 주둥이-항문 길이의 80%에 달한다. 등과 옆구리의 비늘은 균일하다.

## 분포와 서식지
흰주둥이땅은 호주 뉴사우스웨일스주의 서로 동떨어진 네 지역, 스튜어트 국립공원(:en:Sturt National Park), 무타윈치 국립공원(:en:Mutawintji National Park), 털루 다운즈(:en:Thurloo Downs)에 분포한다. 흰주둥이땅의 서식지는 잘 알려지지 않았다. NSW에서는, 이 종은 사바나 삼림지대와 바위로 뒤덮인 덤불지대 따위의 붉은 모래질 토양의 서식지에서 발견된다고 보고되었다.

## 분류
도마뱀붙이류의 분류는 숱하게 개정되어왔다. 흰주둥이땅 Lucasium stenodactylum 은 1896년에 Boulenger가 자연사 연보와 잡지(:en:Annals and Magazine of Natural History)에 Diplodactylus stenodactylus 로 최초로 기술하였다. Boulenger는 표본에 대해 “새로운 종... 은 Diplodactylus Steindachneri, Blgr., Cremodactylus damoeus, Lucas and Frost 와 근연 관계인 것으로 보인다...”라고 묘사했다. 올리버(Oliver) 등은 "도마뱀붙이류는 밝혀지지 않은 다양성이 높은 경향이 있다" 고 했으며 Diplodactylus를 두 개의 속으로 나눠야 한다고 주장하였다. 속 Lucasium Wermuth는 원래 Kluge가 1965년에 최초로 기술하였다. 최근까지 이 속, Lucasium Wermuth 1965, 은 주로 속 Diplodactylus Doughty and Hutchinson (2008) 에 포함되었다. 2006년에 Pepper, Doughty, Keogh는 D. alboguttatus, D. damaeus, D. maini, D. squarrosus, D. stenodactylus 따위의 다양한 집단(group)을 포함하는 Diplodactylus stenodactylus 종 집단(species group)에 최초로 분자계통(molecular phylogeny)을 만들어냈다. 분자계통에 대한 분석 결과는 D. stenodactylus 의 필바라 지역의 개체군과 비 필바라 지역의 개체군을 구별하는 "깊고 오래된 계통 분리"를 밝혀냈다. 2007년에 Oliver, Hutchinson, Cooper는 Lucasium 속을 되살려서 D. byrnei, D. steindachneri, the stenodactylus groups를 포함하도록 개정하였다.

## 보전 상태
뉴사우스웨일스주에서 흰주둥이땅은 the New South Wales Threatened Species Act 1995에 따라 취약종으로 분류된다. 퀸즐랜드에서는 EPBC status (Environment Protection and Biodiversity Conservation Act 1999 EPBC Act)에 오르지 못했다; 그리고 NCA (Nature Conservation Act 1992)에서는 ‘least concern’ (2)으로 올랐다. 흰주둥이땅은 노던 주에서도 ‘least concern’으로 평가되었다. 흰주둥이땅에 가해지는 위협은 사람이 도입한 가축의 목양, 여우나 고양이에 의한 포식 따위가 있다. 또한 개체군이 조각나면 유전적 다양성의 감소와 돌발적인 사고로 인한 취약성이 증가할 것이다.